# Roncola (attrezzo)
La roncola o ronca è un attrezzo agricolo formato da una lama metallica curvata a forma di uncino, affilata dal lato concavo e munita di impugnatura, solitamente di legno o, in versioni più recenti, in anelli di cuoio incollati ed infilati sul codolo dell'attrezzo, che viene ripiegato a gancio per poterlo appendere.
In Italia vi è una particolare versione - detta  pennato e diffusa soprattutto in Toscana - viene utilizzata per il taglio dei succhioni nella potatura e la pulizia degli ulivi. 

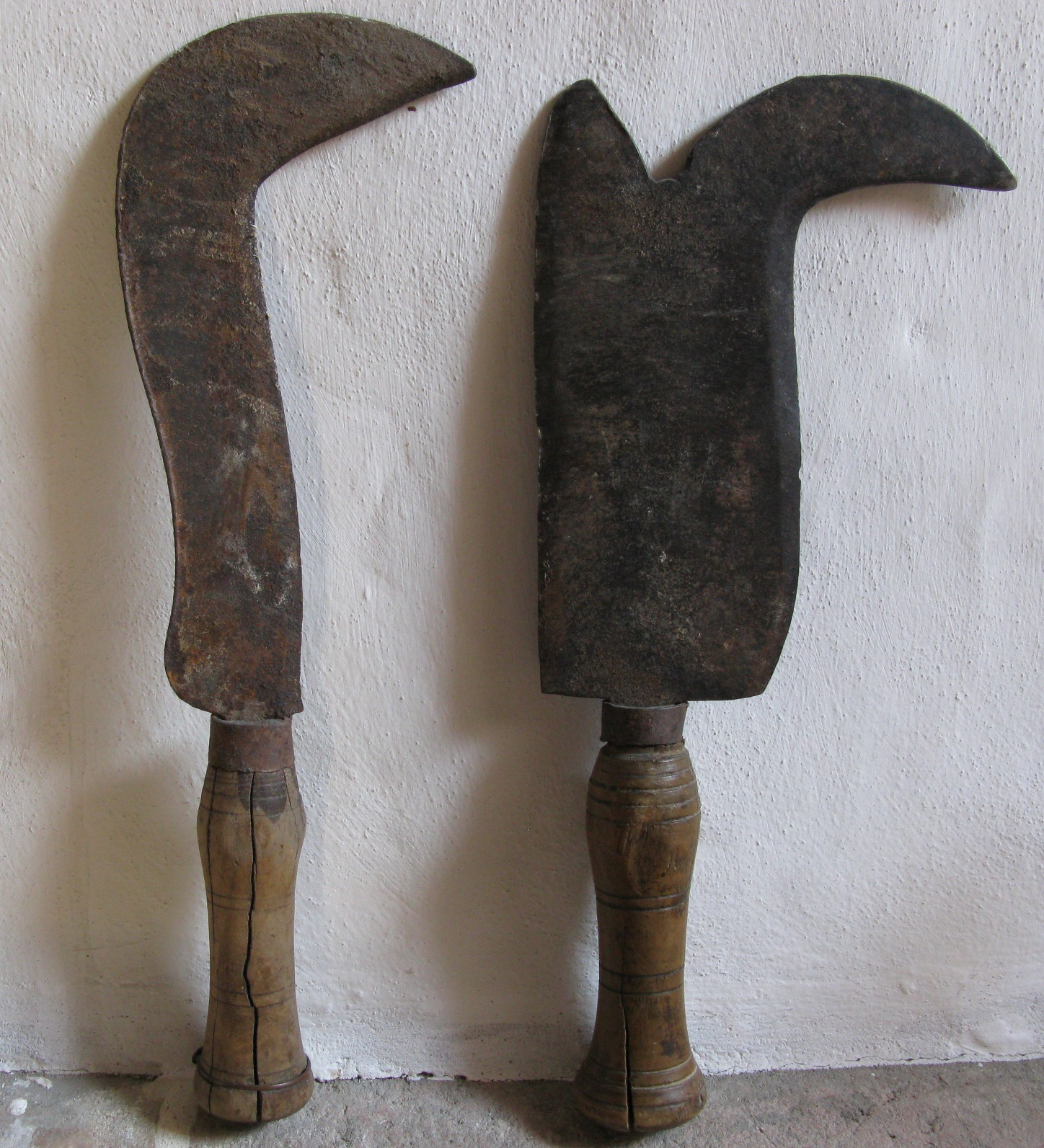
Roncola (a sinistra) e pennato (a destra)

## Storia
Trova le sue origini nell'età del Bronzo come testimoniano alcuni reperti conservati nel Museo Archeologico di Firenze. La presenza di roncole è documentata su bronzetti votivi di origine etrusca del III secolo a.C., ritrovati ad Albenga e su un sarcofago romano del II sec. d.C. La roncola era inoltre associata alla divinità di Silvano, come testimonia il ritrovamento effettuato nel 1924 nella cava di Gioia a Carrara. Recentemente sulle Alpi Apuane sono state individuate numerose (oltre 100) incisioni rupestri raffiguranti roncole, localmente chiamate pennati, sulle quali sono state successivamente incise delle croci per cristianizzare luoghi di culto pagani. Le incisioni sono normalmente collocate sui crinali delle montagne (Monte Gabberi e complesso della Pania) mentre rimangono di più facile fruizione quelle localizzate sopra la località di Cardoso, nel comune di Stazzema.

## Utilizzo
Viene usata da agricoltori, boscaioli e giardinieri per tagliare arbusti e piccoli rami, per disboscare, specialmente le versioni più lunghe, per tagliare i rami minori o il sottobosco, prima di cominciare a tagliare i grossi rami e i tronchi con le accette e le asce. Ne esistono di diverse dimensioni, indicate in una scala da 1 a 4.
La roncola Piemontese viene venduta di misure differenti che variano dai 30 ai 45 cm, il negoziante detto “Magnin” (ferramentista) tuttora confronta la lunghezza del attrezzo con l’avambraccio del cliente/utilizzatore finale, selezionando per lui solo la roncola che più si avvicina alla misura presa a partire dal gomito fino ad arrivare e comprendere la mano chiusa.

## Attrezzi simili
Esiste un coltello a serramanico che ha forma analoga alla roncola, ma in scala ridotta, diffuso nella zona delle Alpi Retiche, Orobiche e Carniche, e sulle Alpi Apuane.
Una versione della roncola con accentuata curvatura della lama simile ad un gancio, con applicato sul manico una lunga asta, viene utilizzata per sfoltire le fronde degli ulivi o potare rami di dimensione media o piccola, per tagliare canne, per appuntire i pali, per togliere la corteccia dai rami nella produzione di bastoni o per pulire i tronchi dai rami. 

## Denominazione in Italia
In Italia la versione standard è quella lombarda o comunque padano-alpina. Nelle lingue gallo-italiche è detta:
- valdostano: faoutset
- piemontese: fauscett
- lombardo: podèt, podèta, rampelìn, curlasc, corlàss, fiochéla
  - comasco e varesotto: fúlciott
- lombardo ticinese: falgìgi, faucigia, folcia, sfolcia
- emiliano-romagnolo: marassa, pudèn, rampeina, rounca, runcatta, runzatta
- trentino: focol, serlat, podarol, cortellazin
- friulano: roncee, falcilut, sesule, massànc
- bisiaco (dialetto veneto orientale della Bisiacaria):  britula
- ligure: penaccu, marassu, puaira
  - ligure-orbasco: marazza, marassa, marazzo

Altre denominazioni sono:
- umbro: roncio
- campano - lucano: putaturu, putaturo, rancino.
- marchigiano: maraccio, maracc [ma'raʧ]
- sardo: istrale

### Massànc (Friuli)
Tozza roncola friulana dalla larga lama e con curvatura quasi inesistente, utilizzata per i lavori boschivi e, in campagna, per sfrondare gli alberi di gelso tra i filari di viti.

### Stegagno o stegagna (Veneto)
È la variante veneta, la cui larga lama è di forma pressoché rettangolare e priva di curva nella parte finale; viene usata per realizzare la punta ai pali di legno e per appezzare la legna da ardere. Durante il Medioevo il termine è attestato nella forma latina steganus.

### Pennato (Toscana, Emilia-Romagna, Umbria, Lazio)
Il termine sarebbe da utilizzarsi solo per identificare l'attrezzo in una sua particolare variante, diffusa in Toscana, Emilia-Romagna, Umbria, Lazio, Abruzzo (ed altre regioni) e dotata, sul dorso della lama, di un'appendice tagliente variamente conformata, detta appunto penna, che lo rende utilizzabile anche similmente ad un'ascia. Colloquialmente, tuttavia, i termini roncola e pennato sono, per molti toscani, pienamente intercambiabili, indipendentemente dalla presenza o meno della penna sul manufatto. L'utilizzo della roncola in Toscana ha origini molto antiche. Il suo uso in guerra, ad esempio, si trova descritto già da Tito Livio, nella seconda parte dei libri pervenutici della raccolta Ab Urbe condita libri. Nella parte relativa alle guerre apuane, la roncola è raccontata come una temibilissima arma da battaglia, nel cui uso gli apuani erano maestri.
Importante fu il suo utilizzo nella disfatta di Marcione, in cui un manipolo di apuani si scontrò con la legione di Quinto Marcio Filippo e riuscì a sconfiggerla, a dispetto della soverchiante inferiorità numerica. I cronisti riportano estesamente la tremenda efficacia dimostrata dalle roncole in tale battaglia.
Nel bolognese il pennato è di uso più comune rispetto alla roncola, ed è noto come "podetto"

### Ristaia (Isola d'Elba)
Variante elbana, il cui nome deriva dal latino falcula rustaria. Ha un'immanicatura ad anello e troncatura della parte finale della lama. Veniva usata anche per tagliare pali di castagno ed infiggerli nel terreno battendovi con la parte retrostante; la sua rozzezza ha ispirato il proverbio elbano «Sii più 'gnorante d'una ristaia a la mancina». Altre versioni della ristaia sono proprie della Garfagnana (restaghia), del Pistoiese (rostaglia), della Lunigiana (rustaghia), della Corsica (ristaghia o rustaghia) e della Gallura (rustagghia).

### Runca (Calabria e Sicilia)
La runca è caratterizzata dal manico tubolare in ferro che è un'appendice dello stesso strumento. Utilizzata in Calabria e Sicilia dai contadini per lavorare nei campi ma anche come prima arma di difesa quando, intorno all'anno 1000, gli invasori e razziatori arabi, provenienti dal mare, con le loro navi risalivano le fiumare, in parte navigabili, per minacciare gravemente l'incolumità di persone e cose. Nelle antiche cave di calcarenite siciliane veniva usata, come strumento di scavo, la grossa runca di li carcarara, mentre il runcigghiu era adoperato nella potatura dei vigneti e nel tagliare i canneti.
In dialetto reggino era conosciuta come runcigghia. Due proverbi in lingua siciliana ricordano l'utilità agricola della runca: «Runca porta pani» e «Runca e cuteḍḍu fannu l'àrbulu beḍḍu».

### Marazza (Liguria, basso Piemonte)
La marazza è tipicamente di forma più tozza, a lama dritta e senza fori sulla lama. Il manico è ricavato da anelli di cuoio incollati, per appenderlo il fondo del manico ha un'estremità piegata verso la lama. Il fodero è fatto di cuoio spesso con un passante in ferro per portarlo alla cintura in sicurezza. Viene usato per la sramatura e la potatura. Il peso è di circa 1 kg.

## Galleria d'immagini

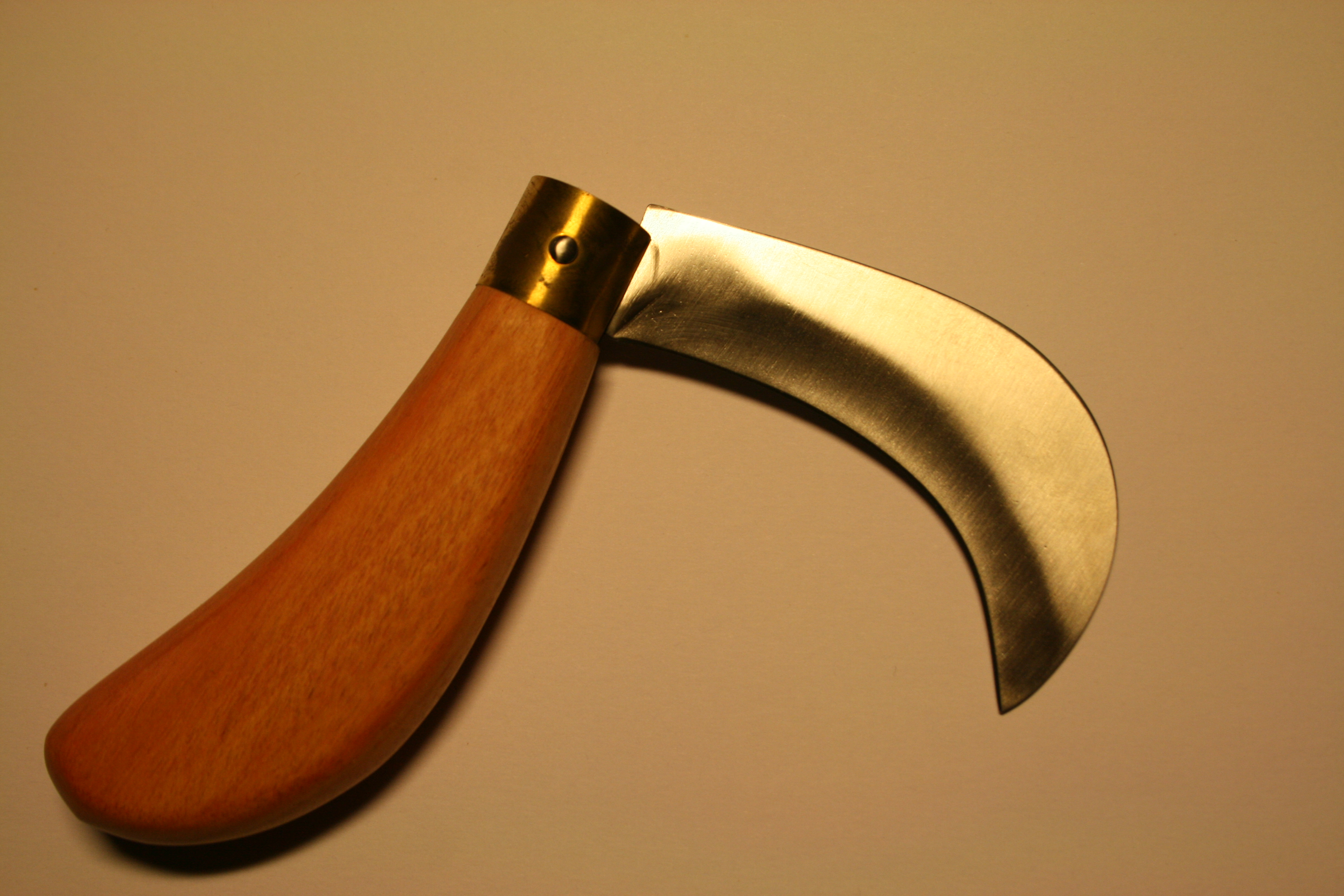
Una roncola a serramanico
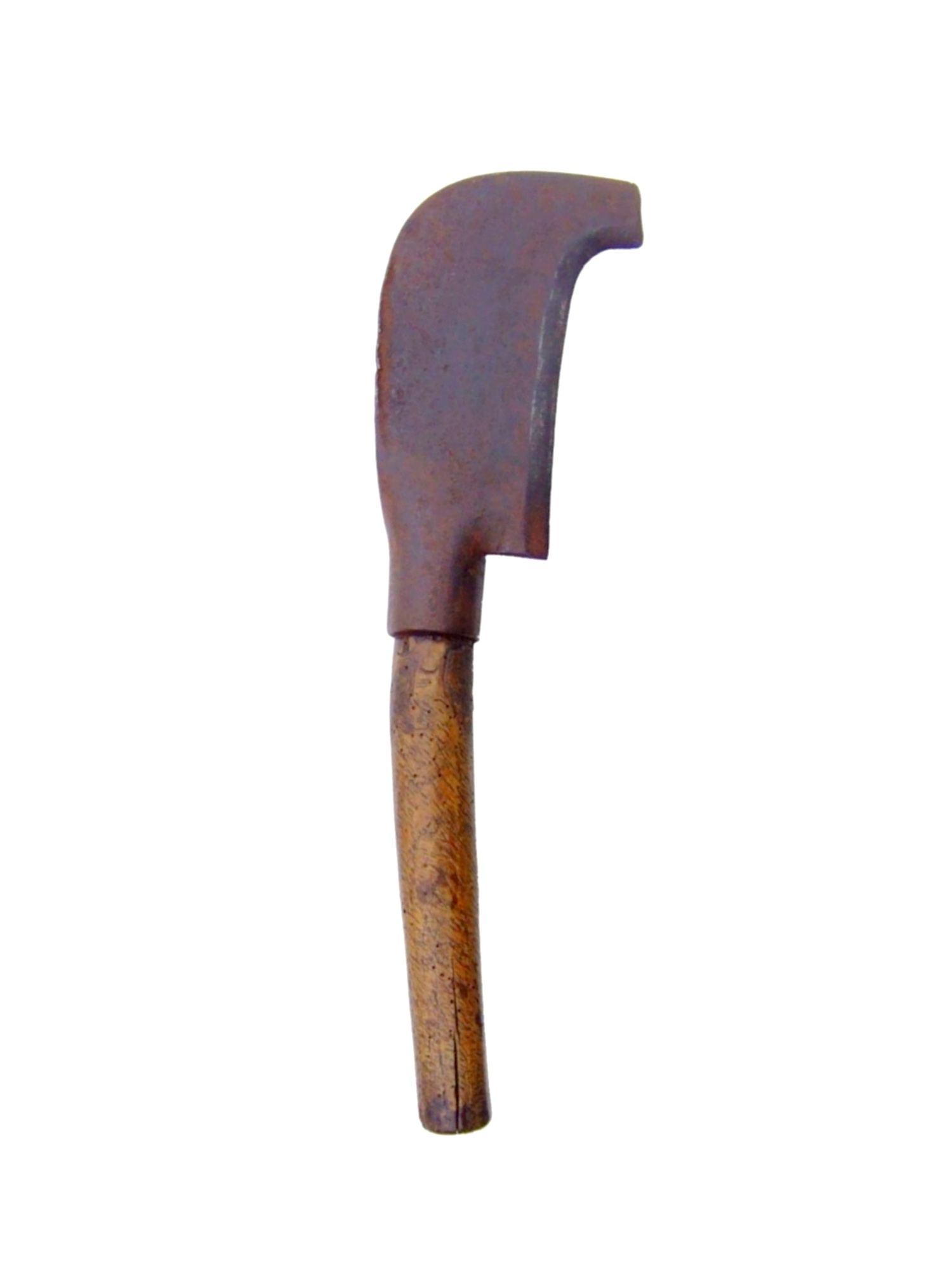
Ristaia elbana
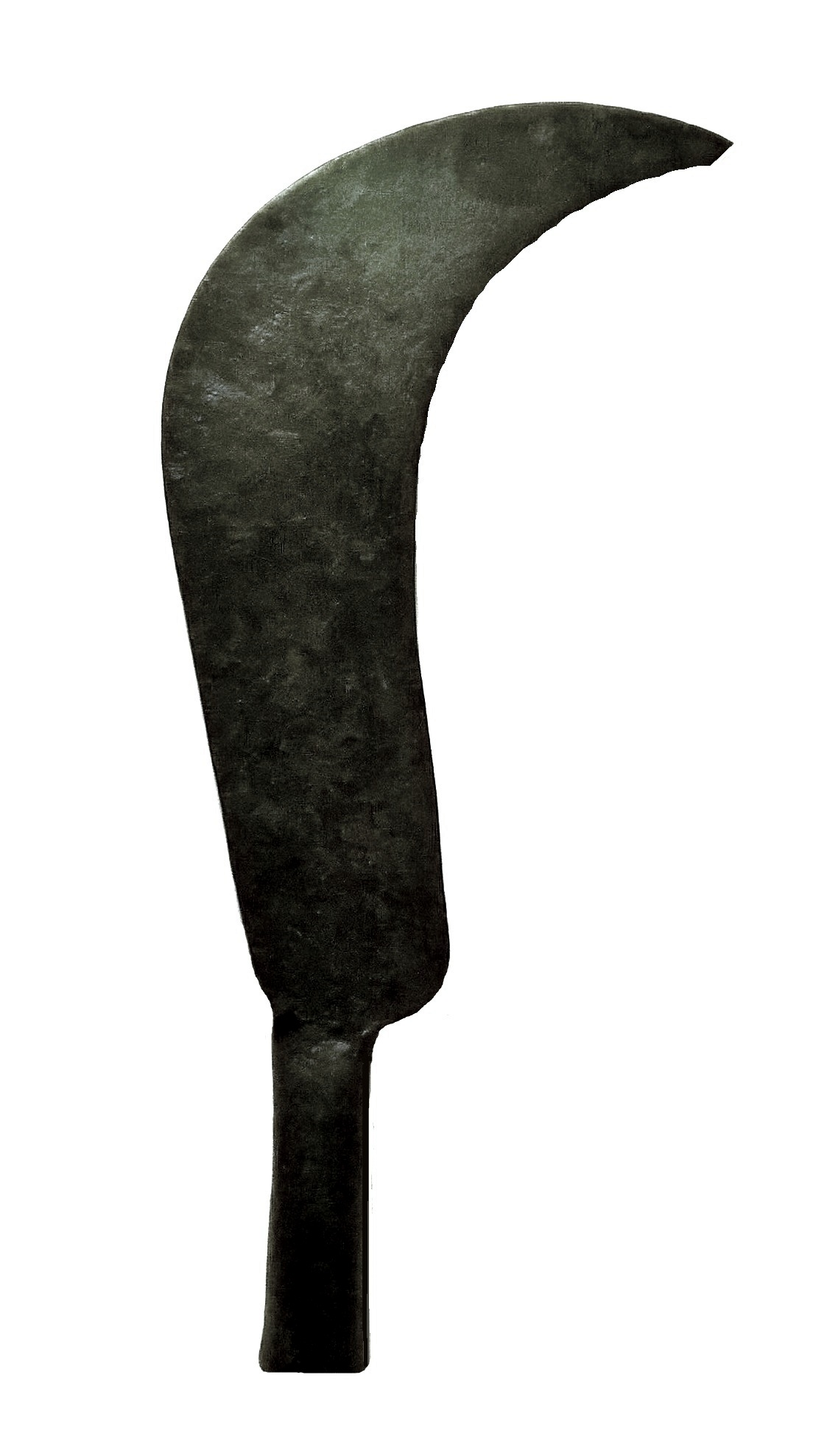
Runca siciliana
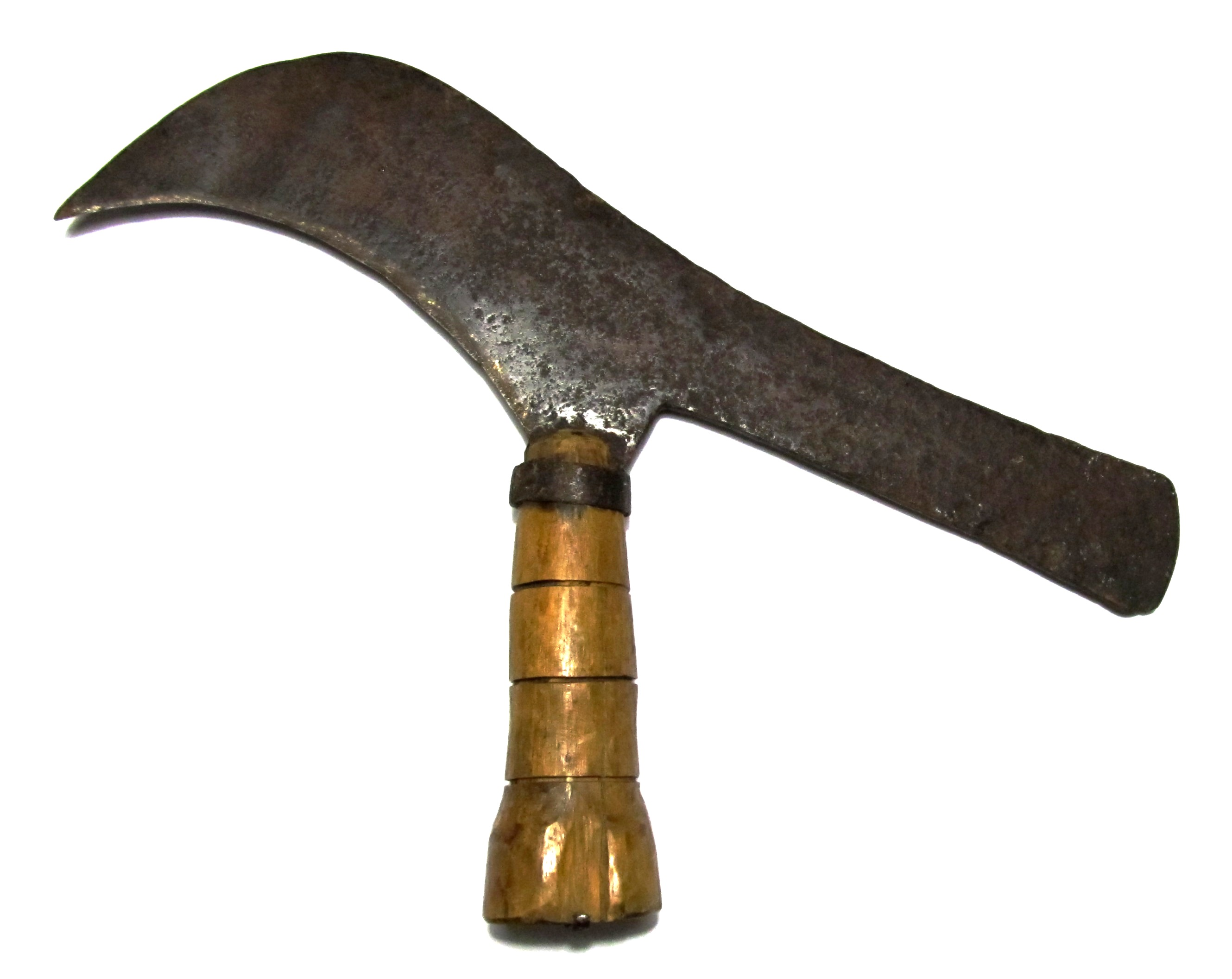
Runcigghiu siciliano
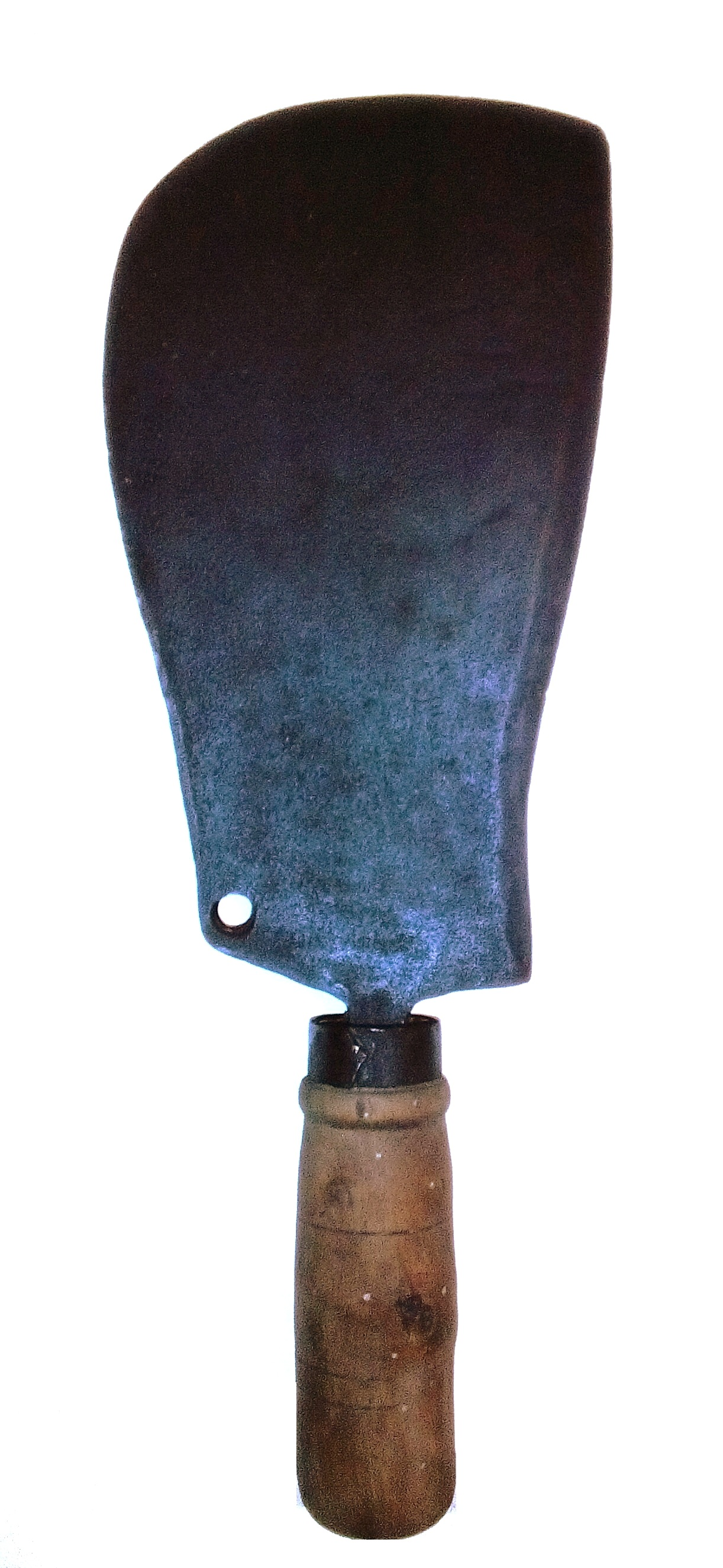
Stegagna veneta

## Araldica
La roncola (in tedesco Hippe o Knipp) appare nell'araldica tedesca, in vari stemmi, ecco alcuni esempi:

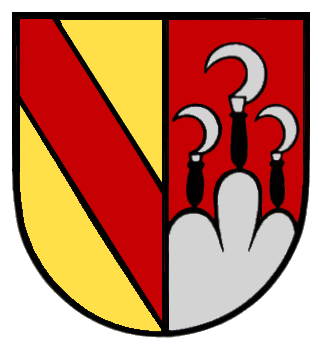
Stemma di Bickensohl, frazione di Vogtsburg im Kaiserstuhl, in Baden-Württemberg
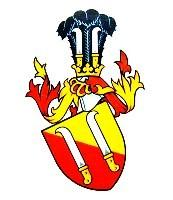
Stemma della famiglia Dietrichstein
Stemma di Gächlingen, in Svizzera
Stemma di Großenlüder, in Assia
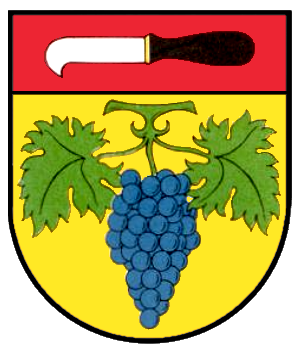
Stemma di Haltingen, frazione di Weil am Rhein, in Baden-Württemberg
Stemma di Heppenheim, quartiere di Worms, in Renania-Palatinato
Stemma di Köndringen, frazione di Teningen, in Baden-Württemberg
Stemma di Laudenbach, in Baden-Württemberg
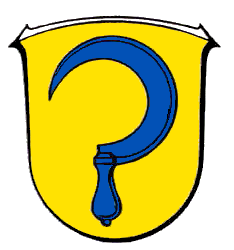
Stemma di Lorsbach, frazione di Hofheim am Taunus, in Assia
Stemma di Malterdingen, in Baden-Württemberg
Stemma del circondario di Siegen-Wittgenstein, in Renania Settentrionale-Vestfalia
Stemma di Stockheim, frazione di Brackenheim, in Baden-Württemberg
Stemma di Talheim, in Baden-Württemberg
Stemma di Twann-Tüscherz, in Svizzera
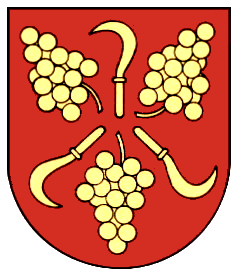
Stemma di Zell-Weierbach, quartiere di Offenburg, in Baden-Württemberg